# Petre Ivanovici
Petre Daniel Ivanovici (sinh ngày 2 tháng 3 năm 1990) là một cầu thủ bóng đá người România thi đấu ở vị trí tiền vệ cho Voluntari.

## Thống kê sự nghiệp
Tính đến trận đấu diễn ra ngày 2 tháng 7 năm 2015
| Câu lạc bộ          | Mùa giải            | Giải vô địch        | Giải vô địch | Giải vô địch | Cúp     | Cúp       | Cúp Liên đoàn | Cúp Liên đoàn | Châu Âu | Châu Âu   | Tổng cộng | Tổng cộng |
| Câu lạc bộ          | Mùa giải            | Hạng đấu            | Số trận      | Bàn thắng    | Số trận | Bàn thắng | Số trận       | Bàn thắng     | Số trận | Bàn thắng | Số trận   | Bàn thắng |
| ------------------- | ------------------- | ------------------- | ------------ | ------------ | ------- | --------- | ------------- | ------------- | ------- | --------- | --------- | --------- |
| Dunakanyar-Vác      | 2008–09             | NB II (East)        | ?            | ?            | ?       | ?         | ?             | ?             | –       | –         | ?         | ?         |
| Dunakanyar-Vác      | 2009–10             | NB II (East)        | ?            | ?            | ?       | ?         | ?             | ?             | –       | –         | ?         | ?         |
| Dunakanyar-Vác      | 2010–11             | NB II (East)        | 30           | 4            | ?       | ?         | ?             | ?             | –       | –         | 30        | 4         |
| Dunakanyar-Vác      | Tổng cộng           | Tổng cộng           | 30           | 4            | ?       | ?         | ?             | ?             | –       | –         | 30        | 4         |
| Farul Constanța     | 2011–12             | Liga II             | 28           | 8            | ?       | ?         | ?             | ?             | –       | –         | 28        | 8         |
| Farul Constanța     | 2012–13             | Liga II             | 22           | 1            | 1       | 0         | ?             | ?             | –       | –         | 23        | 1         |
| Farul Constanța     | 2013–14             | Liga II             | 23           | 2            | 1       | 1         | ?             | ?             | –       | –         | 24        | 3         |
| Farul Constanța     | Tổng cộng           | Tổng cộng           | 73           | 11           | 2       | 1         | ?             | ?             | –       | –         | 75        | 12        |
| Botoșani            | 2014–15             | Liga I              | 22           | 2            | 1       | 0         | 1             | 0             | –       | –         | 24        | 2         |
| Botoșani            | 2015–16             | Liga I              | 0            | 0            | 0       | 0         | 0             | 0             | 1       | 1         | 1         | 1         |
| Botoșani            | Tổng cộng           | Tổng cộng           | 22           | 2            | 1       | 0         | 1             | 0             | 1       | 1         | 25        | 3         |
| Tổng cộng sự nghiệp | Tổng cộng sự nghiệp | Tổng cộng sự nghiệp | 125          | 17           | 3       | 1         | 1             | 0             | 1       | 1         | 130       | 19        |

Ghi chú
1. ↑  Including Cúp bóng đá România
2. ↑  Including Cúp Liên đoàn bóng đá România
3. ↑  Including UEFA Europa League

## Danh hiệu
FC Voluntari
- Cúp bóng đá România: 2016–17
- Siêu cúp bóng đá România: 2017